# 童超
童超（1925年—2005年），原名朱桐超，男，天津人，中国话剧表演艺术家，曾任北京人民艺术剧院艺术委员会副主任。